# Федеральний адміністративний суд Німеччини
51°19′59″ пн. ш. 12°22′11″ сх. д. / 51.33301° пн. ш. 12.36981° сх. д.
Федеральний адміністративний суд (німецька Bundesverwaltungsgericht, вимовляється [bʊndəsfɛɐˈvaltʊŋsɡəˌʁɪçt] ⓘ, BVerwG) — один із п'яти федеральних верховних судів Німеччини. Це суд останньої інстанції загалом у всіх справах адміністративного права, зокрема в спорах між громадянами та державою. Він розглядає апеляції від Oberverwaltungsgerichte, або Вищих адміністративних судів, які, у свою чергу, є апеляційними судами для рішень Verwaltungsgerichte.
Однак справи, що стосуються законодавства про соціальне забезпечення, належать до юрисдикції Sozialgerichte (Соціальних судів) з Федерального соціального суду Німеччини як федеральним апеляційним судом, а справи щодо податкового та митного права вирішуються Finanzgerichte (Фіскальні суди) і, зрештою, Федеральний фінансовий суд Німеччини.
Bundesverwaltungsgericht знаходиться в будівлі колишнього Reichsgericht (Імперського суду) у Лейпцизькому дистрикті Мітте.

## Історія
Федеральний адміністративний суд був створений на підставі статті 95 (1) Основоположного закону Законом від 23 вересня 1952 року. Місцем розташування Федерального адміністративного суду спочатку був Берлін. З 8 червня 1953 року Федеральний адміністративний суд розміщувався в колишніх приміщеннях Вищого адміністративного суду Пруссії. Рішення на користь Берліна як резиденції викликало суперечки серед союзних держав; Радянський Союз, зокрема, був проти цього. У результаті, з переозброєнням Федеративної Республіки, військові сенати Федерального адміністративного суду були змушені переїхати до Мюнхена . З тих пір, як Федеральний адміністративний суд переїхав з Берліна до Лейпцига до будівлі Reichsgericht, вони також проживали в Лейпцигу.
Законом від 21 листопада 1997 року Лейпциг був призначений новим місцем розташування Федерального адміністративного суду. Офіційною датою зміни місця розташування було встановлено 26 серпня 2002 року федеральним міністром юстиції законним указом від 24 червня 2002 року. Таким чином, остання сторінка в історії Федерального адміністративного суду пов’язана з використанням колишньої будівлі Рейхсгеріхта в Лейпцигу – вона офіційно почалася з урочистого відкриття будівлі як Федерального адміністративного суду 12 вересня 2002 року.

## Попередні судді
- Еверхардт Франсен, 1991–2002